# 吉冨信長
吉冨 信長（よしとみ のぶなが、1977年〈昭和52年〉- ）は、日本の栄養カウンセラー、分子栄養学セミナー講師、株式会社コミディア代表取締役。日本脂質栄養学会会員、日本微量元素学会会員。

## 来歴・人物
大分県中津市出身。2000年、東京理科大学卒業後、SE業界に就職。2007年、SE業界引退後、青果業界へ転職。
2013年、株式会社コミディア設立。栄養カウンセリングやセミナーを行い、食と栄養に関する健康情報をSNS等で発信するようになる。
先住民族の研究を行っており、これまでに8民族（モンゴル遊牧民、ハッザ族、マサイ族、ダドガ族、ダニ族、モニ族、ヤリ族、センタニ族）の生活や食事などの健康事情を調査している。
2019年3月、自身のYouTubeチャンネル『栄養チャンネルNobunaga』を開設。2023年1月時点でYouTubeチャンネル登録者数13万人、Facebookフォロワー2万人、などSNS総フォロワー数19.7万人。
2021年、clubhouseにて『新ダイエット&栄養クラブ』ルームをスタートさせ、平日朝8時から最新の研究データなどをまじえて栄養に関する情報を発信している。
2022年1月、オンラインサロン『吉冨信長の栄養サロン』を開設。
2022年10月、初の著書『マンガでわかる　誰でも健康になれる ノブナガ式 食べ方大全』を出版。

## 著書
- 『マンガでわかる　誰でも健康になれる　ノブナガ式　食べ方大全』主婦の友社、2022年10月、ISBN 9784074528486。